# The Work Which Transforms God
The Work Which Transforms God è il quarto album in studio del gruppo musicale Blut Aus Nord, pubblicato il 2003 dalla Oaken Shield. 

## Tracce
1. End - 1:52
2. Choir of the Dead - 6:40
3. Axis - 3:36
4. The Fall - 1:32
5. Metamorphosis - 5:22
6. The Supreme Abstract - 2:59
7. Our Blessed Frozen Cells - 7:55
8. Devilish Essence - 2:07
9. The Howling of God - 6:18
10. Inner Metal Cage - 2:55
11. Density - 0:18
12. Procession of the Dead Clowns - 9:55

## Formazione
- Vindsval - chitarra
- W.D. Feld - batteria
- GhÖst - basso